# Trencona setipes
Trencona setipes is een hooiwagen uit de familie Podoctidae.